# 49.º Rali da Acrópole
O 49º Rali da Acrópole foi a sétima prova do Campeonato Mundial de Rali de 2002, disputada entre 14 e 16 de junho. A prova foi vencida por Colin McRae,(a sua 24ª vitória no Campeonato Mundial de Rali). A partida do rali foi em Atenas e a chegada em Itea, com uma distância total de 1197.84 km. 

## Classificação Final
| Pos | N.º  | Piloto Co-piloto                             | Nacionalidade                 | Carro                                              | Tempo               |
| --- | ---- | -------------------------------------------- | ----------------------------- | -------------------------------------------------- | ------------------- |
| 1   | 5 M  | Colin McRae Nicky Grist                      | Reino Unido · Reino Unido     | Ford Focus WRC Ford Motor Co                       | 4:27.43,8 0         |
| 2   | 2 M  | Marcus Grönholm Timo Rautiainen              | Finlândia · Finlândia         | Peugeot 206 WRC Peugeot Total                      | 4:28.08,3 24,5      |
| 3   | 4 M  | Carlos Sainz Luís Moya                       | Espanha · Espanha             | Ford Focus WRC Ford Motor Co                       | 4:29.29,4 1.45,6    |
| 4   | 3 M  | Harri Rovanperä Risto Pietiläinen            | Finlândia · Finlândia         | Peugeot 206 WRC Peugeot Total                      | 4:29.41,4 1.57,6    |
| 5   | 11 M | Petter Solberg Phil Mills                    | Noruega · Reino Unido         | Subaru Impreza WRC 555 Subaru World Rally Team     | 4:29.42,4 1.58,6    |
| 6   | 6 M  | Markko Märtin Michael Park                   | Estónia · Reino Unido         | Ford Focus WRC Ford Motor Co                       | 4:30.23,9 2.40,1    |
| 7   | 21   | Sébastien Loeb Daniel Elena                  | França · Mónaco               | Citroën Xsara WRC Automobiles Citroën              | 4:31.29,6 3.45,8    |
| 8   | 20   | Thomas Rådström Denis Giraudet               | Suécia · França               | Citroën Xsara WRC Automobiles Citroën              | 4:32.52,5 5.08,7    |
| 9   | 17 M | Armin Schwarz Manfred Hiemer                 | Alemanha · Alemanha           | Hyundai Accent WRC Hyundai Castrol W.R.T.          | 4:33.04,8 5.41,0    |
| 10  | 15 M | Toni Gardemeister Paavo Lukander             | Finlândia · Finlândia         | Škoda Octavia WRC Škoda Motorsport                 | 4:35.01,2 7.17,4    |
| 11  | 7 M  | François Delecour Daniel Grataloup           | França                        | Mitsubishi Lancer WRC Marlboro Mitsubishi Ralliart | 4:35.05,4 7.21,6    |
| 12  | 24   | Bruno Thiry Stéphane Prévot                  | Bélgica · Bélgica             | Peugeot 206 WRC Peugeot Bastos Racing Team         | 4:37.03,9 9.20,1    |
| 13  | 12 M | Toshi Arai Tony Sircombe                     | Japão · Nova Zelândia         | Subaru Impreza WRC 555 Subaru World Rally Team     | 4:38.30,2 10.46,4   |
| 14  | 14 M | Kenneth Eriksson Tina Thörner                | Suécia · Suécia               | Škoda Octavia WRC Škoda Motorsport                 | 4:38.02,6 11.38,8   |
| 15  | 26   | Ioánnis Papadimitríou Allan Harryman         | Grécia · Reino Unido          | Ford Focus WRC                                     | 4:40.27,4 12.43,6   |
| 16  | 35   | Abdullah Bakhashab Bobby Willis              | Arábia Saudita · Reino Unido  | Toyota Corolla WRC Marlboro Team Saudi Arabia      | 4:41.41,7 14.07,9   |
| 17  | 16 M | Stig Blomqvist Ana Goñi                      | Suécia · Venezuela            | Škoda Octavia WRC Škoda Motorsport                 | 4:47.05,2 19.41,4   |
| 18  | 105  | Giovanni Recordati Freddy Delorme            | Itália · França               | Toyota Corolla WRC                                 | 5:02.48,9 35.05,1   |
| 19  | 62 J | Janne Tuohino Petri Vihavainen               | Finlândia · Finlândia         | Citroën Saxo VTS S1600                             | 5:04.27,8 36.44,0   |
| 20  | 51 J | Andrea Dallavilla Giovanni Bernacchini       | Itália · Itália               | Citroën Saxo VTS S1600                             | 5:05.21,1 38.07,3   |
| 21  | 60 J | Nicola Caldani Dario D'Esposito              | Itália · Itália               | Fiat Punto S1600                                   | 5:07.13,7 39.29,9   |
| 22  | 102  | Simon Jean-Joseph Jack Boyère                | França                        | Renault Clio S1600                                 | 5:07.17,2 39.53,4   |
| 23  | 65 J | Daniel Solà Alex Romaní                      | Espanha · Espanha             | Citroën Saxo VTS S1600                             | 5:08.08,5 40.24,7   |
| 24  | 63 J | Martin Rowe Chris Wood                       | Reino Unido · Reino Unido     | Ford Puma S1600                                    | 5:09.40,8 42.07,0   |
| 25  | 109  | Dimítris Nassoulas Leonídas Maheras          | Grécia · Grécia               | Mitsubishi Lancer Evo 7                            | 5:15.26,1 47.42,3   |
| 26  | 108  | Nigel Heath Steve Lancaster                  | Reino Unido · Reino Unido     | Subaru Impreza WRC                                 | 5:18.56,8 51.13,0   |
| 27  | 113  | Sokrátis Tsolakidis Anastasios Lithoxopoulos | Grécia · Grécia               | Mitsubishi Lancer Evo 7                            | 5:20.13,6 52.29,8   |
| 28  | 120  | Níkos Tsadaris Tonia Pavli                   | Grécia · Grécia               | Citroën Saxo VTS S1600 Citroën Hellas              | 5:26.23,5 58.39,7   |
| 29  | 114  | Ries Huisman Christel Huisman                | Países Baixos · Países Baixos | Mitsubishi Lancer Evo 6                            | 5:31.44,1 1:04.00,3 |
| 30  | 76 J | Alexander Foss Cato Menkerud                 | Noruega · Noruega             | Ford Puma S1600                                    | 5:38.40,2 1:10.56,4 |
| 31  | 130  | Ioánnis Margaronis Kóstas Mikes              | Grécia · Grécia               | Hyundai Accent 1.5i                                | 5:39.56,4 1:12.12,6 |
| 32  | 126  | Odysseas Dotsikas Níkos Paraperas            | Grécia · Grécia               | Toyota Corolla AE 111                              | 5:46.24,9 1:18.41,1 |
| 33  | 132  | Evangelos Gallo Ioánnis Messimeris           | Grécia · Grécia               | Peugeot 106 S16                                    | 5:50.51,0 1:23.07,2 |
| 34  | 135  | Spýros Tsapalos Iórgos Nikolopoulos          | Grécia · Grécia               | Hyundai Accent GT                                  | 6:15.51,1 1:48.07,3 |
| 35  | 136  | Apostolos Tsamakos Níkos Kotsonopoulos       | Grécia · Grécia               | Daewoo Lanos 1.6                                   | 7:07.31,5 2:39.47,7 |

## Abandonos
| SS  | N.º  | Piloto Co-piloto                                | Nacionalidade             | Carro                                              | Classe              |           |
| --- | ---- | ----------------------------------------------- | ------------------------- | -------------------------------------------------- | ------------------- | --------- |
| R13 | 1 M  | Richard Burns Robert Reid                       | Reino Unido · Reino Unido | Peugeot 206 WRC Peugeot Total                      |                     |           |
| R13 | 8 M  | Alister McRae David Senior                      | Reino Unido · Reino Unido | Mitsubishi Lancer WRC Marlboro Mitsubishi Ralliart | Steering →          |           |
| R6  | 10 M | Tommi Mäkinen Kaj Lindström                     | Finlândia · Finlândia     | Subaru Impreza WRC 555 Subaru World Rally Team     | Steering / Acidente |           |
| R14 | 18 M | Freddy Loix Sven Smeets                         | Bélgica · Bélgica         | Hyundai Accent WRC Hyundai Castrol W.R.T.          | Motor               |           |
| R8  | 19 M | Juha Kankkunen Juha Repo                        | Finlândia · Finlândia     | Hyundai Accent WRC Hyundai Castrol W.R.T.          | Suspension →        |           |
| R14 | 23   | Gilles Panizzi Hervé Panizzi                    | França                    | Peugeot 206 WRC Bozian Racing                      | Transmissão         |           |
| R6  | 25   | Armin Kremer Dieter Schneppenheim               | Alemanha · Alemanha       | Ford Focus WRC                                     | Mecânica            |           |
| R6  | 32   | Gabriel Pozzo Daniel Stillo                     | Argentina · Argentina     | Škoda Octavia WRC                                  | A 8                 |           |
| R14 | 33   | Aris Vovos 'El-Em'                              | Grécia · Grécia           | Ford Focus WRC                                     | Mecânica            |           |
| R2  | 34   | Tomasz Kuchar Maciej Szczepaniak                | Polónia · Polónia         | Toyota Corolla WRC                                 | A 8                 | Suspensão |
| R5  | 52 J | Niall McShea Michael Orr                        | Reino Unido · Reino Unido | Opel Corsa S1600                                   |                     |           |
| R3  | 53 J | Giandomenico Basso Luigi Pirollo                | Itália · Itália           | Fiat Punto S1600                                   | A 6                 |           |
| R6  | 54 J | Martin Stenshorne Clive Jenkins                 | Noruega · Reino Unido     | Opel Corsa S1600                                   |                     |           |
| R8  | 55 J | François Duval Jean-Marc Fortin                 | Bélgica · Bélgica         | Ford Puma S1600                                    | A 6                 | Acidente  |
| R14 | 56 J | Jussi Välimäki Tero Gardemeister                | Finlândia · Finlândia     | Citroën Saxo VTS S1600                             | Motor               |           |
| R14 | 57 J | Alejandro Galanti Xavier Amigo                  | Paraguai · Espanha        | Ford Puma S1600                                    | A 6                 | Acidente  |
| R8  | 58 J | Christian Chemin Simone Scattolin               | Itália · Itália           | Fiat Punto S1600                                   | Acidente            |           |
| R2  | 59 J | Juha Kangas Jani Laaksonen                      | Finlândia · Finlândia     | Suzuki Ignis S1600                                 | A 6                 | Acidente  |
| R7  | 61 J | Gwyndaf Evans Chris Patterson                   | Reino Unido · Reino Unido | MG ZR S1600                                        | Motor               |           |
| R1  | 64 J | Gigi Galli Guido D'Amore                        | Itália · Itália           | Fiat Punto S1600                                   | A 6                 |           |
| R5  | 66 J | Mirco Baldacci Maurizio Barone                  | San Marino · Itália       | Citroën Saxo VTS S1600                             | Suspensão           |           |
| R4  | 67 J | Daniel Carlsson Mattias Andersson               | Suécia · Suécia           | Ford Puma S1600                                    | A 6                 | Motor     |
| R6  | 68 J | Niki Schelle Gerhard Weiß                       | Alemanha · Alemanha       | Suzuki Ignis S1600                                 |                     |           |
| R7  | 69 J | Kosti Katajamäki Jakke Honkanen                 | Finlândia · Finlândia     | Volkswagen Polo S1600                              | A 6                 | Mecânica  |
| R5  | 73 J | Albert Llovera Marc Corral                      | Andorra · Espanha         | Fiat Punto S1600                                   |                     |           |
| R6  | 75 J | Kazuhiko Niwa Tatsuya Ideue                     | Japão · Japão             | Suzuki Ignis S1600                                 | A 6                 | Mecânica  |
| R1  | 78 J | Roger Feghali Nicola Arena                      | Líbano · Itália           | Ford Puma S1600                                    |                     |           |
| R4  | 101  | Panayiotis Hatzitsopanis Fílippos Tzeferakos    | Grécia · Grécia           | Renault Mégane Coupé                               | A 7                 |           |
| R2  | 103  | Bob Colsoul Tom Colsoul                         | Bélgica · Bélgica         | Mitsubishi Lancer Evo 7                            |                     |           |
| R7  | 106  | Natalie Barratt Roger Freeman                   | Reino Unido · Reino Unido | Hyundai Accent WRC                                 | A 8                 | Mecânica  |
| R9  | 107  | Riccardo Errani Stefano Casadio                 | Itália · Itália           | Subaru Impreza WRX                                 | Mecânica            |           |
| R12 | 110  | David Sterckx Emmanuel Debois                   | Bélgica · Bélgica         | Mitsubishi Lancer Evo 6                            | N 4                 | Mecânica  |
| R15 | 111  | Theodoros Petalidis Ioánnis Samartzis           | Grécia · Grécia           | Mitsubishi Lancer Evo 7                            |                     |           |
| R4  | 112  | Grigoris Nioras Kóstas Lytras                   | Grécia · Grécia           | Subaru Impreza WRX Hellenic Police                 | N 4                 |           |
| R11 | 115  | Sotíris Hatzitsopanis Níkos Kosmas              | Grécia · Grécia           | Subaru Impreza WRX                                 |                     |           |
| R1  | 116  | Lazaros Panayiotounis Ilias Panayiotounis       | Grécia · Grécia           | Mitsubishi Lancer Evo 6 Alfa Credit Bank           | N 4                 | Mecânica  |
| R11 | 117  | Efthimios Halkias Anastasios Goussetis          | Grécia · Grécia           | Mitsubishi Lancer Evo 7                            |                     |           |
| R3  | 118  | Dimítris Xanthakos Iórgos Eliopoulos            | Grécia · Grécia           | Mitsubishi Lancer Evo 5                            | N 4                 |           |
| R2  | 119  | Sotíris Kokkinis Aristotelis Kairis             | Grécia · Grécia           | Peugeot 106 Rallye Lion Hellas                     | Mecânica            |           |
| R4  | 121  | Angelos Zivas Mihalis Patrikoussis              | Grécia · Grécia           | Toyota Corolla AE 111                              | A 6                 |           |
| R12 | 122  | 'Aris Iaveris' Iórgos Kairis                    | Grécia · Grécia           | Peugeot 106 Rallye                                 | Mecânica            |           |
| R4  | 123  | Ioánnis Konstantakatos Apostolos Pallas         | Grécia · Grécia           | Mitsubishi Lancer Evo 6                            | N 4                 |           |
| R7  | 124  | Stavros Drimonas Níkos Petrópoulos              | Grécia · Grécia           | Mitsubishi Lancer Evo 6                            |                     |           |
| R12 | 125  | Haris Kaltsounis Kóstas Exarchos                | Grécia · Grécia           | Opel Corsa S1600                                   | A 6                 |           |
| R9  | 127  | Sotíris Skaltsas Níkos Kounithis                | Grécia · Grécia           | Nissan Micra K 11                                  | Mecânica            |           |
| R9  | 128  | Emmanouel Panayiotopoulos Dionissis Petrópoulos | Grécia · Grécia           | Toyota Yaris                                       | A 5                 |           |
| R6  | 131  | Iórgos Vomvilas Níkos Mouzakis                  | Grécia · Grécia           | Hyundai Accent GT                                  |                     |           |
| R1  | 133  | Dimítris Kounelis Angelos Kounelis              | Grécia · Grécia           | Toyota Corolla AE 111                              | A 6                 |           |
| R14 | 134  | Christina Stathaki Spýros Demertzis             | Grécia · Grécia           | Toyota Corolla AE 111                              | Mecânica            |           |